# 교향곡 3번 (브루크너)
교향곡 3번 라단조 WAB.103 ‘바그너’는 안톤 브루크너가 작곡해 1873년에 최초의 원고가 완성된 교향곡으로 그가 번호를 준 3번째 교향곡에 해당한다."바그너 교향곡"이라는 부제가 붙고 있다.

## 개요
리하르트 바그너에게 바쳤으며, 그래서 때로는 "바그너 교향곡"이라고도 부른다. 1873년에 쓰였으며, 1877년과 1891년에 각각 고쳐졌다.
이 곡에 몹시 비판적이었어도, 로버트 심프슨은 1악장의 한 악절을 인용하여, 자신의 교향곡 9번에 넣었다. 그는 나중에 1873년 판을 다시 보고 나서 비판적인 입장을 바꾸었다 한다. 브루크너는 교향곡 3번의 초고를 완성한 1873년 8월 31일에 자신의 교향곡 2번과 교향곡 3번을 들고 멀리 바이로이트까지 바그너를 찾아가 그중 하나 마음에 드는 것을 드린다고 했다 한다.
그 다음 날인 9월 1일에 브루크너는 바그너를 방문해서 어떤 걸 골랐냐고 물었고, 그 후 두 사람은 함께 맥주를 너무 많이 마셔버려서, 브루크너가 집에 돌아오고 난 뒤 바그너가 어떤 것을 선택했는지를 까먹었다 한다. 다시 바그너에게 편지를 써서 "트럼펫으로 주제가 시작하는 라단조 교향곡입니까?"라고 물었다. 바그너는 "맞습니다! 잘 지내세요. 리하르트 바그너"라고 답장했다. 그 후 바그너는 브루크너를 "브루크너 트럼펫"이라고 불렀고 두 사람은 절친한 친구가 되었다. 곡의 헌정사에서 브루크너는 바그너를 "시와 음악의 비견할 수 없는 세계적인 거장"이라고 썼다.
초연은 1877년 빈에서 이루어졌고, 브루크너 자신이 지휘했다. 그러나 연주는 완전히 엉망이었다. 브루크너는 합창 지휘에는 뛰어났지만 오케스트라 지휘는 겨우 할 수 있었다. 빈의 청중들은 처음에 그의 곡에 호감을 갖고 있지 않아서 연주가 진행되는 도중에 하나 둘 자리를 뜨기 시작했다. 오케스트라가 연주를 마쳤을 때 브루크너와 몇몇 후원자들만이 남아 있었는데 그중에는 구스타프 말러도 있었고 그는 나중에 루돌프 크리자노프스키와 함께 이 곡을 피아노 연탄곡으로 편곡했다.
브루크너는 이 반응에 충격을 받고 곡을 계속 개정했다. 1873년 원판은 1877년에서야 출판되었다.

## 템포
각 템포는 독일어로 작성했다.
1. Gemäßigt, mehr bewegt, misterioso (also Mehr langsam, misterioso) D minor.
2. Adagio. Bewegt, quasi Andante E-flat major
3. Scherzo. Ziemlich schnell (also Sehr schnell) D minor.
4. Finale. Allegro (also Ziemlich schnell) D minor

## 편성
플루트3, 오보에3, 클라리넷3, 바순3, 호른5, 트럼펫3, 트롬본3, 팀파니, 현5부

## 판본
브루크너 교향곡들 가운데서 가장 복잡한 판본 문제를 가지고 있다. 크게는 1873년판 계열(1873년판, 1874년판, 1876년판), 1877년판 계열(1877년판, 1878년판, 1880년판, 오렐판), 1889년판 계열(1889년판, 1890년판) 세 가지 계열로 나눌 수 있다.

### 1873년 판
브루크너가 최초로 완성한 형태의 판본이다. 1977년에야 노바크의 편집으로 출판되었다<1873년 판 III/1>. 브루크너가 1873년 이 곡을 완성했을 때, 한 부 더 사보하여 이곡을 헌정하기로 되어있던 바그너에게 부쳤다. 이것이 바그너에게 헌정된 총보(바이로이트판)이며, 브루크너 본인이 소장한 악보는 Mus.Hs.6033로 지칭되고 있다. Mus.Hs.6033에는 1874년에 이루어진 개정이 포함되어 있다. 따라서 노바크가 1873년판을 편집할 때 바이로이트판을 기반으로 하였다. 그러나 노바크는 Mus.Hs.6033에서 이루어진 추가적인 수정사항의 일부도 반영하였다.
Mus.Hs.6033에도 포함된 1874년 개정의 주요 변경 사항은 음악이 아른거리게 매우 세밀한 카논 성격으로 금관 섹션이 세분되었다. 여기에서는 "교향곡 4번"의 "1874년 판" 양식과 비슷한 취급이 이루어졌다. 브루크너 자신이 "1873년 판'에서 '1874년 판'에 상당부분 개량한 것으로 간주하고 있지만, 현재까지 이 "1874년 판"은 출판되지 않았다.
하스는 1944년 1차 전집 판에 추가하기 위하여 "1873년 판" 을 편집했다. 그러나 이것은 제2차 세계 대전 중 라이프치히에서 한 쌍의 수정되지 않은 교정 인쇄를 제외하고 소실되어 버렸다.

### 1876년 판 아다지오
1876년 판본은 지금까지 2악장 아다지오 밖에 출판되지 않지만(노바크의＜1876년 판 zuIII/1＞, 이「형태」전체는 정확하게 재구성 할 수 있다고 한다.「1876년 판」을 완성한 브루크너는, 거기에서 오케스트라의 파트보를 만들게 되었다. 이 사실은, 브루크너가 이 시점에서, 작품이 일단 완성된 것이라고 생각하고 있었던 것을 보여준다.
1876년 아다지오는 시기적으로는 1877년판에 가깝지만 음악적 내용은 1873년판과 유사하다. 즉 1876년판 아다지오는 1873년 아다지오에서 오케스트레이션을 다소 수정했을 뿐 음악적 구조는 거의 동일하다. 반면 1877년판은 여기에 대폭적인 개작이 가해졌기 때문에 1876년판과는 큰 차이가 있다. 1876년판 아다지오는 1873년판에 비해서 좀 더 바그너 풍을 띄고 있다.

### 1877년 판
다음 해 1월부터 10월에 걸쳐 철저한 개정을 행했다. "1877년 판"이다. 그리고 그 이듬해 1월 스케르초 41마디에 이르는 코다를 추가하고, 그것을 파트보에 찍게 했다. 노바크의 <1877년 판 III/2>는 스케르초 코다를 포함하고 있지만, 정확한 "1877년 판"의 재현에는 이것을 포함하지 않는 것이 정당하다고 말할 수 있을지도 모른다.

### 1878년 판
"1880년 판"은 이 해 출판된 <초판>의 형태이다. 이것은 "1877년 판"과 거의 동일하다. 주요 차이점은 다음 3가지이다. 제1악장 "1877년 판"의 67-68 마디는 "1880년 판"에서는 잘려나갔다 (약 2마디의 공백을 그만두고, 직접 곡의 첫머리로 다시 바꿀 수 있다). 1878년에 쓰고 추가한 스케르초 코다도 여기에 삭제되었다. 피날레의 379-432마디와 465-514마디에 인쇄되어 있는 삭제 지시 (vi-de 표시)는 브루크너 자신이 행한 것이다. 이 "1880년 판"은 교정되는 형태로 1950년 외저에 의해 재간되었다.

### 1889년 판
1, 2, 3악장에서 자신이 개정할 주재료로 1878년 인쇄용 악보를 받아들였다. (피날레에서 엄청난 삭제를 하면서, 프란츠 샬크가 작성한 사본을 이용했다.) 노바크가 이것의 비평판을 1959년에 출판했다.

### 1890년 판. 처음 출판
프란츠 샬크와 브루크너는, 1888~1889년에 총보를 개정했다. 그리고, 결정적으로 스케르초의 코다를 제거하면서 이 작품은 충분히 짧아졌다. 관현악 편곡은, 전체적으로 기풍이 변화되면서 수정되었다. 현재 작곡가의 마지막 교향곡에 좀 더 가까워졌다. 이 판은 1890년에 발표되었다. 한스 리히터의 지휘로 빈(그 해 12월 21일)에서 초연되었다. 20세기 전반에 걸쳐, 이것은 널리 이용되었다. 레트리히 판은 1961년에 재간되었다.

## 참고 문헌
- 《작곡가별 명곡해설 라이브러리》 16권 '브루크너' 〈음악지우사〉 (音樂世界)